# 旋輪太空站

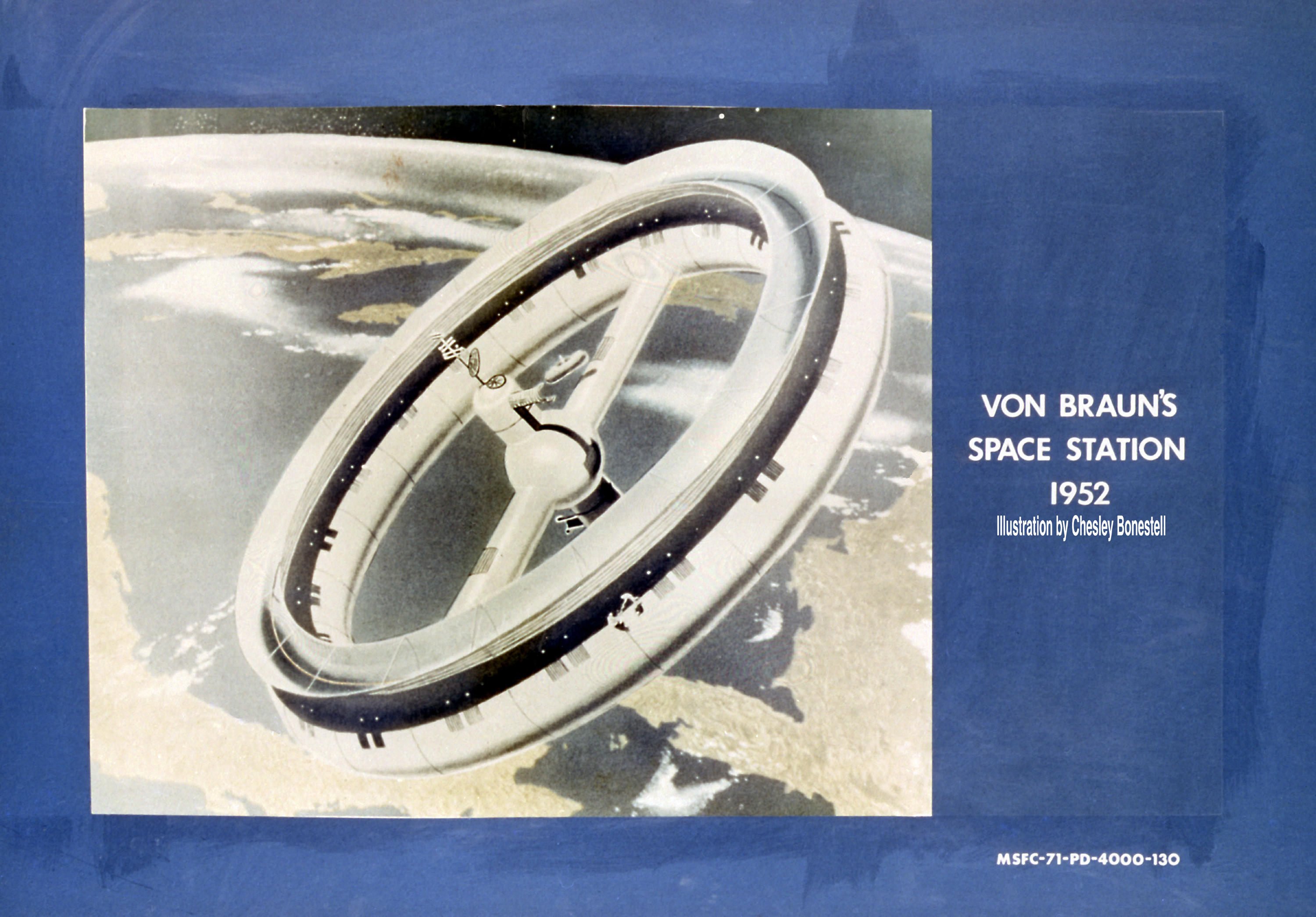
旋輪太空站。 華納·馮·布朗1952年的構想

旋輪太空站（英語：Rotating wheel space station）是一種假想的輪狀太空站，可藉由旋轉産生人工重力。當它旋轉時慣性及離心力會把物體壓在輪內部的外緣，旋轉座標系中的太空站離心力會給予類似重力的加速度。

## 歷史
20世紀初開始科學家和科幻小說家就已經有此想法。康斯坦丁·齊奧爾科夫斯基在1903年描述了利用旋轉在太空中制造人工重力。赫爾曼·波托奇尼克在他的「Problem der Befahrung des Weltraums」（太空旅行的問題）一書中介紹了一種直徑30米的旋輪站，甚至建議把它放在地球靜止軌道上。
1950年代，華納·馮·布朗和威利·雷于Collier's雜志發表了這個想法，也建議將其作爲前往火星的基地飛船。他們設想了一個直徑250英尺（76）、有三甲板的旋輪，以每分鐘3轉制造1/3倍人工重力，預計有80名船員。
1959年，NASA的一個委員會認爲這樣的太空站是水星計劃後合理的下一步。NASA在1975年策劃史丹佛環面就是同構想的巨大版本，它可容蔽一整座城市。
NASA因爲某些因素從未嘗試建造旋輪太空站。首先有鑒美國和其他航天國家能提供的有限載重能力，這樣的太空站非常難組建。要組合並加壓這樣的太空站會面臨許多艱巨問題，雖不在NASA技術能力之上，卻在可行的預算之上。其次NASA認爲如今的國際太空站有作爲無重力實驗室的價值，它現在的微重力環境是有意選擇的。

## 圖覽

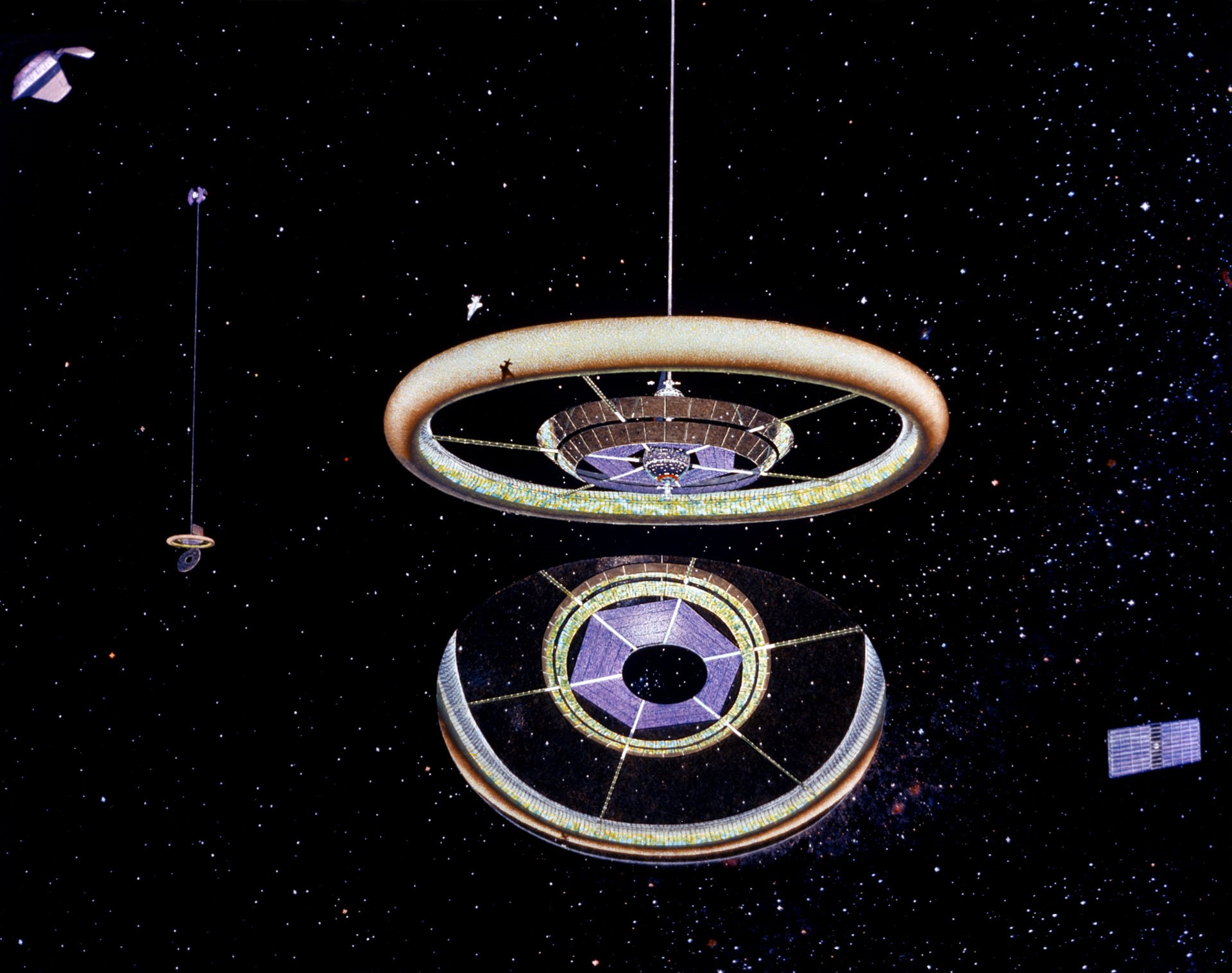
史丹佛環面，1975年NASA構想
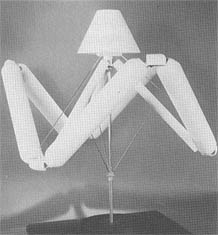
布署六角形充氣式旋站，1962年NASA構想
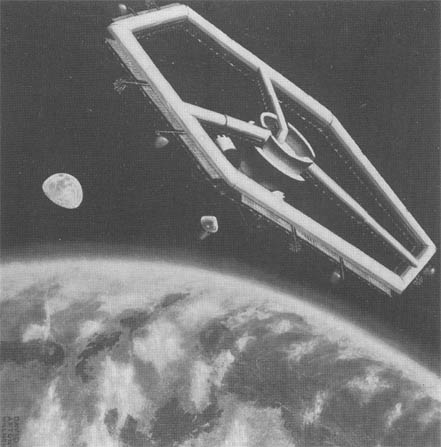
六角形充氣式旋站，1962年NASA構想
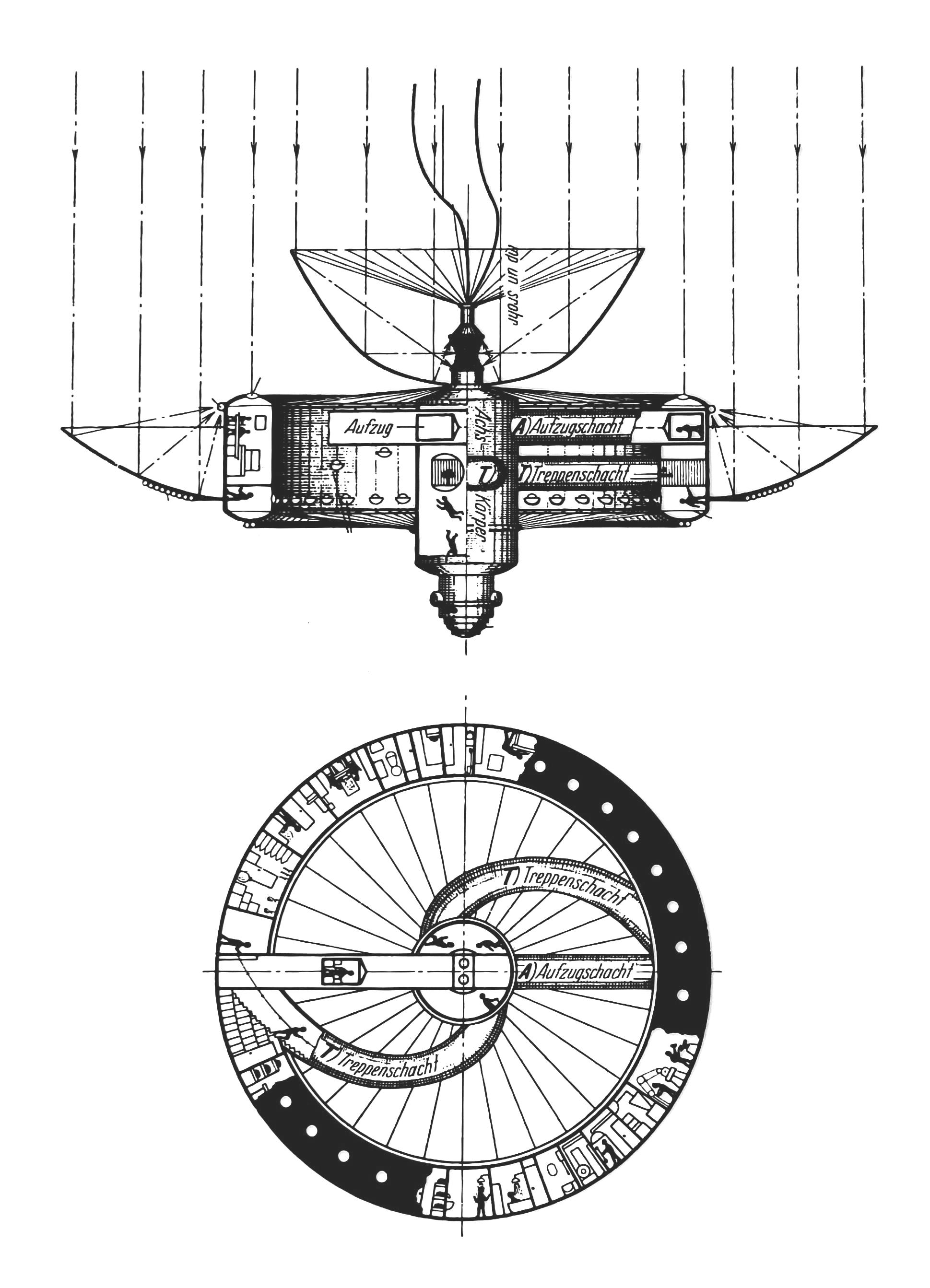
赫尔曼·波托奇尼克在「太空旅行的問題」（1929）中對旋輪太空站的描繪
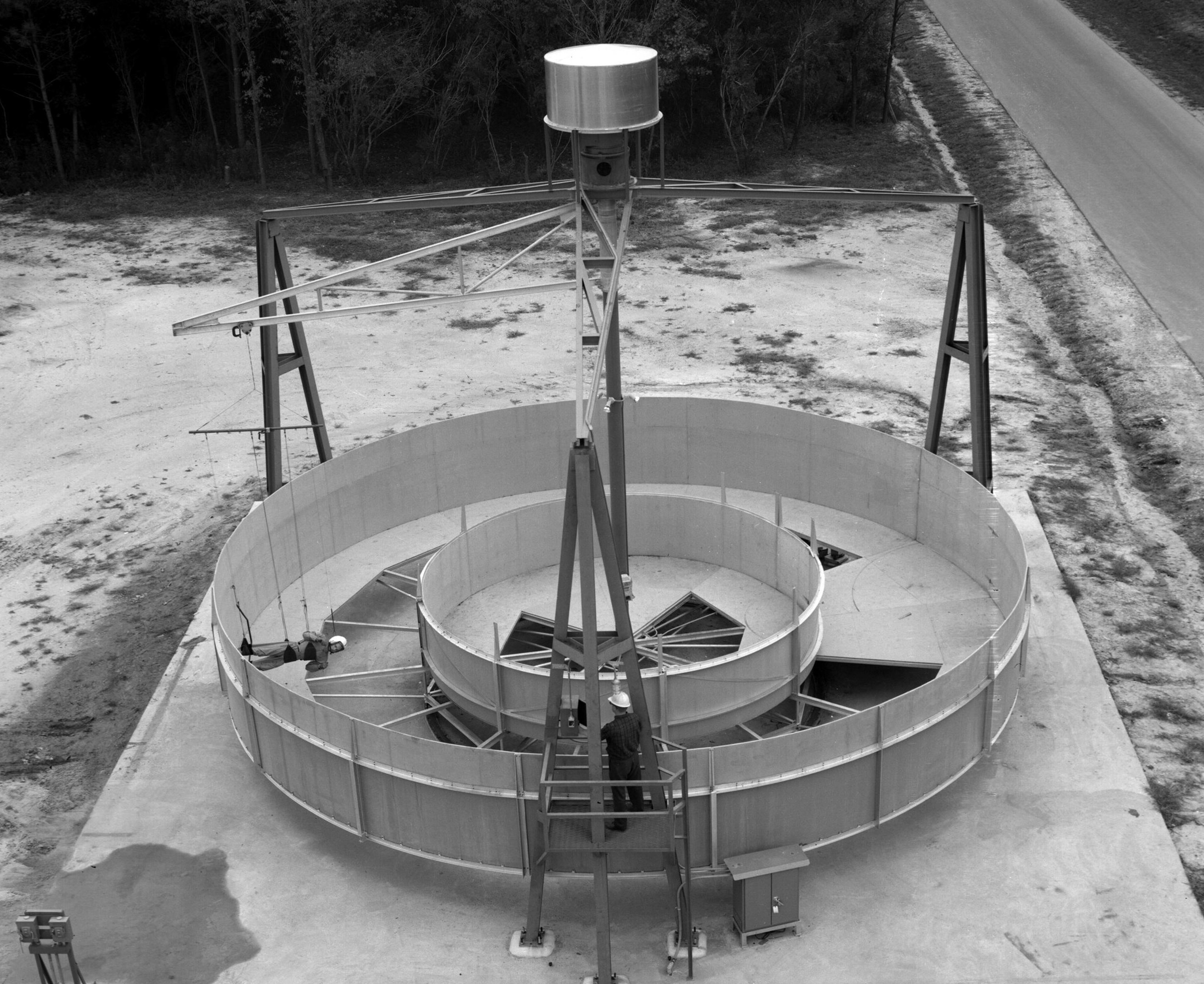
1964年一位NASA工程師走在模擬重力，直徑7.3公尺全尺寸模型太空站
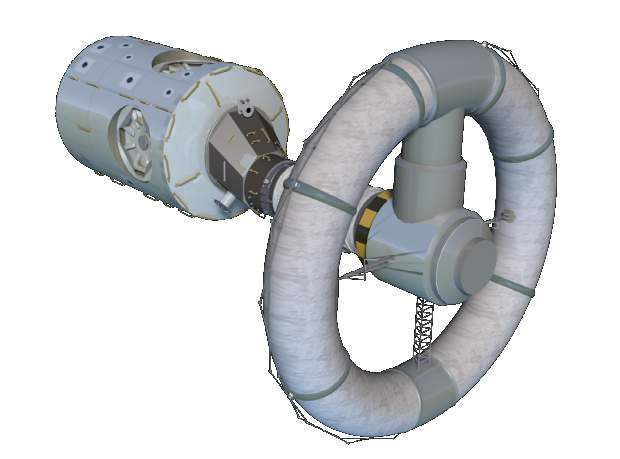
提議的Nautilus-X國際太空站離心器樣圖
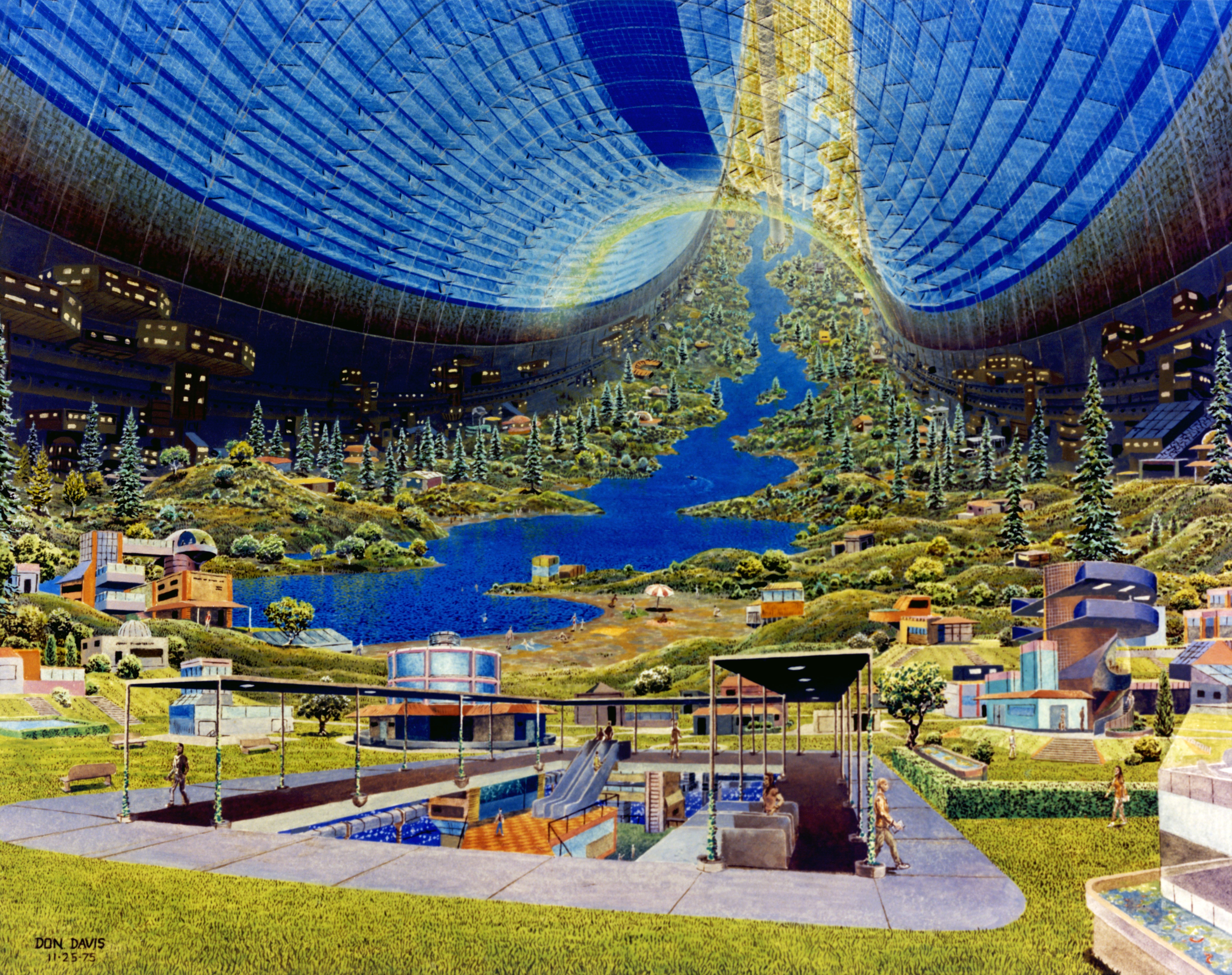
史丹佛環面的內視圖
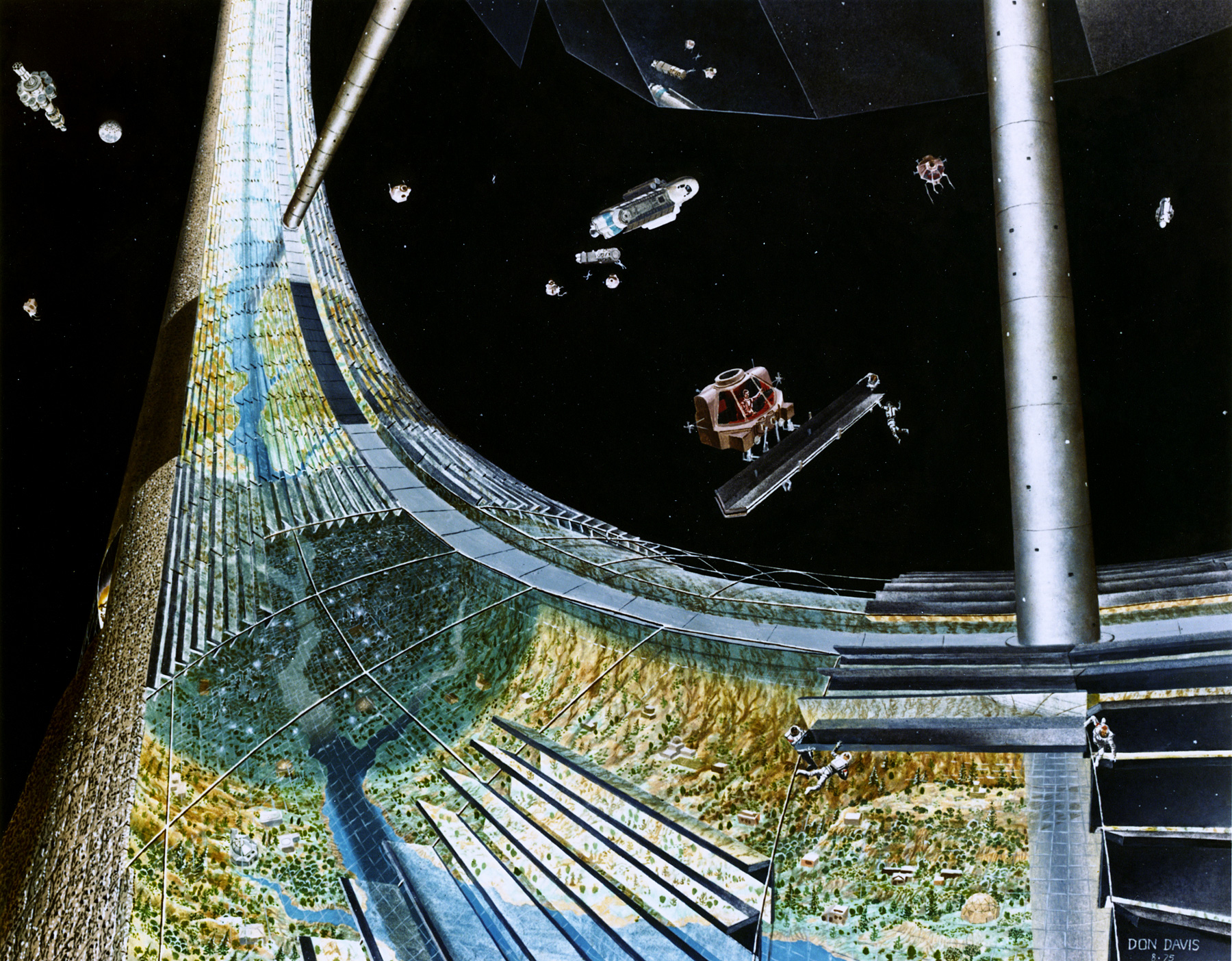
史丹佛環面

## 科幻作品
一種這樣形式的空間站是空間站五號，它在電影《2001太空漫遊》中出現。日本動漫《星空清理者》主要發生在第七個旋輪空間站“The Seven”上，而且第九個空間站也將在2075年前建成。
另外兩種旋輪空間站在《太空堡壘卡拉狄加》的重編版裏出現。Ragnar Anchorage是一種三環式的武器儲存站，而且民用船Zephyr是一個設有一個環狀中段的豪華客輪。在澤農三部曲中，十三歲的澤農住在一個長得很像空間站五號的旋輪空間站中，這個空間站由虛構的WymdComm擁有，但它並沒有設計成像《2001太空漫遊》中的空間站五號那樣能讓離心力變成人工重力。
2010年的科幻動畫片機動戰士鋼彈UC，假想劇情中的出現的島二型環形太空站為地球聯邦首任總理拉普拉斯的官邸，在舉行由西元曆改屆宇宙世紀儀式中遭恐怖攻擊破壞。
2013年的電影《極樂空間》的主線發生在一個相似的空間站中。
2014年的電影《星際效應》的結尾發生在一個相似的空間站中。
2015年的重製科幻動畫片《新雷鳥神機隊》的雷鳥五號，就以旋輪太空站作為設計藍本。
2017年10月上映的電影《氣象戰》，當中的國際太空站即運用此原理。上方搭載兩座類似的設施。
2019年上映的电影《流浪地球》，中的“领航员空间站”与环形太空站类似

## 引文
1. ↑  Ryan, Cornelius（editor; also associate editor of Collier's magazine—it is stated on the dust jacket flap that half of the contents of the book initially appeared in the Collier's magazine series of articles“Man Will Conquer Space Soon! ”）Across the Space Frontier New York: September 1952, Viking Press. See Chapter 4 by Willy Ley--"A Station in Space" Pages 98-117; frontispiece of book has Chesley Bonestell illustration of entire wheel space station in orbit above Central America; pages 106 and 107 has cutaway illustration of interior of wheel space station; page 100 mentions that it is designed for a crew of 80. In the introduction on page xii it is mentioned that the rotating wheel space station will orbit 1,075 miles above Earth and will cost $4,000,000,000 in 1952 dollars.
2. ↑  .   [2014-05-15]. （原始内容存档于2020-08-08）.
3. ↑  . NASA. 25 May 2001. （原始内容存档于2006年9月29日）.